# Hemigrammocapoeta nana
Hemigrammocapoeta nana är en fiskart som först beskrevs av Heckel, 1843.  Hemigrammocapoeta nana ingår i släktet Hemigrammocapoeta och familjen karpfiskar. IUCN kategoriserar arten globalt som sårbar. Inga underarter finns listade i Catalogue of Life.